# Manuel Villapol
Manuel Villapol  (?, España; 1779 - San Mateo, Venezuela, 1814), coronel prócer de la Independencia de Venezuela.

## Antes de la Guerra de Independencia
Poco se sabe de la vida de Manuel Villapol antes de que estallara la guerra de Independencia en Venezuela en el año 1810. Se tiene certeza de que había nacido en España entre 1779 y  1783.  Es probable que haya llegado a Venezuela entre 1807 y 1809 en calidad de coronel del ejército de España. Fue destacado a Cumaná.  

## La Independencia
A mediados de 1810, Cumaná se integró al movimiento revolucionario iniciado en Caracas el 19 de abril de ese año, y la ciudad constituyó su "Junta Patriótica". Manuel Villapol, al igual que lo harán muchos militares españoles, se pasa a las armas republicanas.  La Junta de Cumaná lo pone a cargo de un batallón y lo envía en la misión de poner sitio a los castillos del Orinoco, fuertemente defendidos por los realistas. 
El 26 de marzo de 1812 se encontraba con sus fuerzas en el cerro Sorondo, en la margen izquierda del Orinoco cuando una pequeña escuadra, enviada desde Cumaná, inició el ataque contra los castillos.  (Ver: Batalla Naval de Sorondo).  Al ver que la batalla estaba perdida decidió retirarse junto con su pequeño batallón a la ciudad de Maturín, ciudad que en ese momento aún no había entrado de lleno en la guerra. 
Cuando cae la Primera República en julio de 1812 muchos patriotas del oriente del país se refugian en la colonia británica de isla Trinidad. A mediados de enero del año siguiente, cuarenta y cuatro de ellos, dirigidos por Santiago Mariño, deciden regresar y se inicia la llamada Campaña de Oriente. Villapol se une a la expedición. Luchó en la Batalla de Vigirima el 25 de noviembre de 1813 bajo las órdenes del general José Félix Ribas. En medio del combate Villapol rodó por un pequeño precipicio y se le dio por muerto. Estuvo allí, herido, durante un día hasta que fue encontrado por otros patriotas. 
Días después lucha en la Batalla de Araure. En un discurso en Caracas el 2 de enero de 1814, el Libertador dijo: “El bizarro coronel Manuel Villapol que desriscado en Vigirima, contuso y desfallecido, no perdió nada de su valor que tanto contribuyó a la victoria de Araure…”.

## Fallecimiento
Cinco semanas más tarde, Villapol es uno de los defensores del pueblo de San Mateo. En esta oportunidad lo acompaña su hijo de 14 años, Manuel Villapol Rochel.  La Batalla de San Mateo (Venezuela) duró casi un mes. Villapol comandaba, junto con Vicente Campo Elías, una de las primeras líneas defensivas. En el primer ataque de los realistas su hijo resultó herido y fue retirado del combate. Cuando Vicente Campo Elías es herido de muerte, Villapol continúa impidiendo con éxito que los realistas rompan la defensa pero es abatido por una bala de fusil en su cabeza.  Cuando sus hombres lo ven caer, llenos de ira, redoblan sus esfuerzos (En esta acción se une el hijo de Villapol) y logran detener la arremetida del enemigo.  

## Homenajes
A fines del siglo XIX, uno de los castillos del Orinoco fue rebautizado con el nombre de Fuerte Villapol. Se encuentra cerca de la ciudad de Puerto Ordaz, en la orilla sur del Orinoco.  Un batallón de la Brigada Agustín Codazzi, acantonado en Caracas lleva el nombre de Batallón de Ingenieros de Construcción y Mantenimiento “Coronel Manuel Villapol”.